# Destinée (film, 1994)
Pour plus de détails, voir Fiche technique et Distribution.
Pour les articles homonymes, voir Destinée.
Destinée (Swaham) est un film indien réalisé par Shaji N. Karun (en), sorti en 1994.

## Fiche technique
- Titre original : Swaham
- Titre français : Destinée
- Réalisation : Shaji N. Karun
- Scénario : S. Jayachandran Nair et Reghunath Paleri
- Photographie : Hari Nair
- Montage : P. Raman Nair
- Musique : Isaac Thomas Kottukappally et K. Raghavan
- Pays d'origine : Inde
- Format : Couleurs - 35 mm
- Genre : drame
- Durée : 141 minutes
- Dates de sortie :
  - France : mai 1994 (Festival de Cannes 1994), 25 décembre 1996 (sortie nationale)

## Distribution
- Aswani : Annapoorna
- Hari Dass : Ramayyar
- Bharat Gopy : Landlord
- Mullanezhi : beau-frère
- Praseetha :
- Sarath : Kannan
- Venmani Vishnu : Stationmaster

## Distinction
- Festival de Cannes 1994 : sélection en compétition officielle